# Lacconotus punctatus
Lacconotus punctatus is een keversoort uit de familie Mycteridae. De wetenschappelijke naam van de soort is voor het eerst geldig gepubliceerd in 1862 door LeConte.